# Doboz
Doboz is een plaats (nagyközség) en gemeente in het Hongaarse comitaat Békés. Doboz telt 4563 inwoners (2002).
Doboz is de geboorteplaats van de Hongaarse zwemcoach Tamás Széchy.